# Nectandra pichurim
Nectandra pichurim är en lagerväxtart som först beskrevs av Carl Sigismund Kunth, och fick sitt nu gällande namn av Carl Christian Mez. Nectandra pichurim ingår i släktet Nectandra och familjen lagerväxter. Inga underarter finns listade i Catalogue of Life.